# Kralev Dol, Pernik
Kralev Dol (în bulgară Кралев Дол) este un sat în comuna Pernik, regiunea Pernik,  Bulgaria. 

## Demografie
Componența etnică a satului Kralev Dol
     Bulgari (31,01%)
     Nicio identificare (68,98%)
     Altele (0%)
La recensământul din 2011, populația satului Kralev Dol era de 619 locuitori. Nu există o etnie majoritară, locuitorii fiind  și bulgari (31,01%). Pentru 68,98% din locuitori nu este cunoscută apartenența etnică.